# Rhachicreagra sphagicerca
Rhachicreagra sphagicerca är en insektsart som beskrevs av Nicholas David Jago och David M. Rowell 1981. Rhachicreagra sphagicerca ingår i släktet Rhachicreagra och familjen gräshoppor. Inga underarter finns listade i Catalogue of Life.